# Vittorio Bersezio
Vittorio Bersezio (Peveragno, 22 mars 1828 – Turin, 30 janvier 1900) est un écrivain, journaliste et député italien et un des principaux auteurs de théâtre en langue piémontaise

## Biographie
Initié aux études de droit par son père – Carlo Bersezio, un juge aux tendances libérales – il fréquente dès son adolescence les cercles littéraires de la capitale subalpine. À l'âge de quatorze ans, il fait ses débuts avec une première œuvre théâtrale, Le male lingue, qui connaîtra par la suite un succès modéré sous le nouveau titre Una bolla di sapone (Milan 1876). Son véritable début théâtral a lieu au Carignano de Turin lors de la saison 1852/1853 avec les drames Pietro Micca et Romolo, dans lesquels les idéaux patriotiques étaient adaptés aux canons classiques de l'art dramatique. Son œuvre (fortement influencée par des influences d'outre-Alpes, de Dumas à Hugo, Balzac, Sue) est traversée par une veine humoristique et satirique.
En prenant en 1854 la direction du Fischietto, l'un des périodiques satiriques les plus importants d'Italie, il acquiert une large notoriété.
À partir de 1861, poussé par Giovanni Toselli, fondateur du théâtre national piémontais, il commence à écrire des pièces de théâtre en langue piémontaise. Le chef-d'œuvre reconnu de Bersezio est la comédie petit-bourgeoise Le miserie 'd Monsù Travet (représentée à Turin au Teatro Alfieri le 4 avril 1863 par la compagnie de Giovanni Toselli), qui a été louée par Manzoni à l'époque, tandis que le nom de son protagoniste Travet ou Travetti a été accueilli dans le Dizionario di Petrocchi comme synonyme de « petit bureaucrate », « petit employé » et était encore largement utilisé jusqu'aux années 1970.
L'activité journalistique de Bersezio a également été remarquable, en tant que fondateur et premier directeur en 1867 de la Gazzetta Piemontese, à laquelle il ajouta le journal hebdomadaire la Gazzetta letteraria. Porte-parole de la petite et moyenne bourgeoisie piémontaise, irritée entre autres par le transfert de la capitale de Turin à Florence, Bersezio participe activement à la campagne menée par son journal contre la Droite et est élu député de Cuneo pour la Gauche constitutionnelle dans les IXe et Xe législatures (1865-1870). Favorable au gouvernement d'Agostino Depretis en mars 1876, il s'en éloigne deux ans plus tard, étant opposé aux transformations adoptées par la pratique politique de son temps.
Après 1878, avec le mûrissement de l'intérêt littéraire pour les milieux des classes les plus pauvres, milieux qui lui fournissent le sujet de « romans sociaux » inspirés du naturalisme d'Émile Zola, sa sensibilité aux problèmes sociaux et aux conflits de classe causés par le processus d'industrialisation qui se consolidait à Turin augmente. Sa conviction était cependant « libérale » dans le sens où, à son avis, seul un développement capitaliste et industriel ordonné apporterait des avantages concrets même aux « classes subalternes », posant les bases d'une « rédemption sociale graduelle et ordonnée ».
Il est décédé à Turin le 30 janvier 1900 dans sa maison de la via Belfiore. Il est enterré dans une tombe familiale au cimetière de Moncalieri.
Une grande commémoration a eu lieu au Teatro Alfieri le soir du 23 mars 1900 à laquelle ont participé un groupe d'artistes exceptionnels tels que Claudio Leigheb, Gemma Cuniberti, Alfonso Ferrero, Enrico Gemelli, Francesco Ferrero, Lina Castadoni et Giuseppina Gemelli.
La ville de Turin lui a dédié une rue dans le quartier de Barriera di Milano.

## Œuvres
1853
- Vittorio Bersezio, Profili parlamentari estratti dall'Espero: numero venti senatori, deputati e ministri, Torino Tip. Subalpina, 1853, 91 p.

1855
- Vittorio Bersezio, Il novelliere contemporaneo, Torino, Tip. Giuseppe Cassone, 1855, XXXI-304 p. [ed. francesi trad. di A. Roux, Paris, Hachette, 1859, 1869 e 1872]

1856
- Vittorio Bersezio, La famiglia. Novelle, Torino, Tip. Giuseppe Cassone, 1856, 368 p.
- Vittorio Bersezio, Amor di patria. Novelle, Torino, Tip. Giuseppe Cassone, 1856, 382 p.

1858
- Vittorio Bersezio, Mina, o virtù ed amore, Torino, Tipografia letteraria, 1858, 360 p.

1859
- Vittorio Bersezio, Nouvelles piémontaises, traduites par A. Roux, Paris, Hachette, 1859, 264 [altre edizioni Paris, Hachette, 1869 e 1872]
- Vittorio Bersezio, Gina e Cecilia. Romanzo, Milano, F. Sanvito, 1859, 131 p., ill.

1860
- Vittorio Bersezio, L'odio, Torino, G. Favale, 1860, 2 v., 302/349 p. [rist. nel 1863]
- Vittorio Bersezio, Luigi Carlo Farini, Torino, Unione Tip. Editrice, 1860
- Vittorio Bersezio, Vittorio Emanuele II, Torino, Unione Tip. Editrice, 1861 104 p. [2ª ed. accr. Nel 1861; 3ª nel 1864]
- Vittorio Bersezio, Vittorio Emanuele II, Napoli, Ateneo, 1860, 80 p. [2ª ed. accr. Nel 1862]
- Vittorio Bersezio, La mano di neve. Fantasia di Vittorio Bersezio, Torino, G. Favale e C., 1860, 313 p.[rist. 1861]

1861
- Vittorio Bersezio, Una nuova Capitale all'Italia, Torino, Cotta e Calpini, 1861, 13 p.
- Vittorio Bersezio, Vittorio Emanuele II, 2ª ed. accr., Torino, Unione Tip. Editrice, 1861, 104 p.
- Vittorio Bersezio, Il segreto d'Adolfo. Romanzo, Torino, Tip. Letteraria, 1861, 260 p.

1864
- Vittorio Bersezio, Gli angeli della terra. Romanzo, Milano, Sonzogno, 1864, 530 p.

1867
- Vittorio Bersezio, Il piacere della vendetta. Romanzo, Milano, Treves, 1867
- Vittorio Bersezio, La plebe. Romanzo sociale, Torino, Favale e C., 1867-1869

1868
- Vittorio Bersezio, La carità del prossimo. Romanzo, Milano, E. Treves, 1868

1869
- Vittorio Bersezio, Povera Giovanna! Scene del villaggio, Milano, Treves, 1869

1870
- Vittorio Bersezio, Una bolla di sapone. Commedia in tre atti, Milano, Sanvito, 1870

1871
- Vittorio Bersezio, La prosperità del signor Travetti, Milano, Sanvito, 1871
- Vittorio Bersezio, Le miserie del signor Travetti : commedia in cinque atti, Milano, F. Sanvito, 1871

1872
- Vittorio Bersezio, Il beniamino della famiglia. Racconto, Milano, E. Treves, 1872, 143 p.
- Vittorio Bersezio, Un pugno incognito. Commedia in tre atti, Milano, Istituto editoriale italiano, Milano, Sanvito, 1872, 68 p. [rist. nel 1876]
- Vittorio Bersezio, Roma la capitale d'Italia, Milano, Treves, 1872,
- Vittorio Bersezio, Mentore e Calipso. Romanzo, Torino, Favale e C., 1872

1873
- Vittorio Bersezio, Fra due contendenti. Commedia in tre atti, Milano, Sanvito, 1873
- Vittorio Bersezio, Alessandro Manzoni. Studio biografico e critico, Torino, Libr. Boeuf, 1873
- Vittorio Bersezio, Fortuna disgraziata!, Milano, Sonzogno, 1873 (altre ed. Sonzogno 1878, 1887)

1874
- Vittorio Bersezio, Da galeotto a marinajo. Commedia in tre atti, Milano, Sanvito, 1874, 105 p. [ristampa 1876]
- Vittorio Bersezio, Cavalieri armi ed amori. Racconto del secolo XVII, Milano, Tip. Ed. lombarda, 1874-1875, 636 p., 2 v.

1875
- Vittorio Bersezio, Il segreto d'Adolfo. Romanzo, Milano, Tip. Ed.lombarda, 1875

1876
- Vittorio Bersezio, Palmina. Romanzo, Milano, Tip. Ed. lombarda, 1876, 395 p.
- Vittorio Bersezio, Tre racconti: Il cane, Un genio sconosciuto, Galatea, Firenze, Barbera 312 p.
- Vittorio Bersezio, I mettimale. Commedia in tre atti, Milano, Libreria Editrice, 1876, 107 p.
- Vittorio Bersezio, I violenti. Commedia in tre atti, Milano, Libreria Editrice, 1876, 87 p.
- Vittorio Bersezio, Fratellanza artigiana. Commedia popolare in cinque atti, Milano, Libreria Editrice, 1876, 159 p.
- Vittorio Bersezio, Le miserie del signor Travetti. Commedia in cinque atti, Milano, Libreria Editrice, 1876
- Vittorio Bersezio, Uno zio milionario. Commedia in quattro atti, Milano, Libreria Editrice, 1876, 86 p.
- [trad. di Vittorio Bersezio] Victorien Sardou, Lo zio Sam ossia il culto dell'interesse. Commedia in tre atti in prosa, Milano, Libreria Editrice, 1876, 83 p.

1877
- Vittorio Bersezio, Il perdono. Dramma in quattro atti, Milano, Libreria Editrice, 1877, 87 p.
- Vittorio Bersezio, Corruttela. Romanzo, Milano, Tipografia Ed. lombarda, 1877, 404 p.
- Vittorio Bersezio, Commemorazione di S. E. il conte D. Giuseppe Stara, Torino, Roux e Falvale, 1877, 23 p.
- [trad. di Vittorio Bersezio] Victorien Sardou, I fossili. Commedia in quattro atti, Milano, Libreria Editrice, 1877, 111 p.

1878
- Vittorio Bersezio, Il Regno di Vittorio Emanuele II. Trent'anni di vita italiana, Torino, Casanova poi Roux e Favale, 1878-1895, 8 v., 4100 p.
- Vittorio Bersezio, Biografia di Vittorio Emanuele II Re d'Italia, continuata sino alla sua morte, Torino, Unione Tip. Editrice, 1878, 139 p, tav. [3 ed. Torino, 1888, 76 p., ill.]
- [trad. di Vittorio Bersezio] Victorien Sardou, La farfallite. Commedia in tre atti in prosa, Milano, Libreria Editrice, 1878, 64 p.

1879
- [trad. di Vittorio Bersezio] Victorien Sardou, I borghesi di Pontarcy. Commedia in cinque atti, Milano, Libreria Editrice, 1879, 132 p.
- [trad. di Vittorio Bersezio] Victorien Sardou, Ferreol. Commedia in quattro atti, Milano, Libreria Editrice, 1879

1880
- Vittorio Bersezio, Il debito paterno, Milano, Treves, 1880
- Vittorio Bersezio, Il debito paterno, con annessi Tre racconti: Il cane del cieco, Un genio sconosciuto, Galatea, Milano-Firenze, Treves-Barbera, 1880, 598 p.]
- [trad. di Vittorio Bersezio] Victorien Sardou, Daniele Rochat. Commedia in cinque atti, Torino, Roux e Favale, 1880, 111 p.

1881
- Vittorio Bersezio, Aristocrazia. La vendetta di Zoe, Milano, Treves, 1881, 579 p. 2 v. [2ª ed. Treves, 1895, 2 v.]
- Vittorio Bersezio, Aristocrazia. Il segreto di Matteo Arpione, Milano, Treves, 1881
- Vittorio Bersezio, Les anges de la terre, trad. par Leon Dieu, Paris, Hachette et C.ie, 1881, 343 p.
- [trad. di Vittorio Bersezio] Victorien Sardou, Facciamo divorzio. Commedia in tre atti, Torino, Tip. A. Baglione, 1881, 84 p.

1882
- [trad. di Vittorio Bersezio] Edouard Pailleron, Il mondo della noia. Commedia in tre atti, Milano, Libreria editrice, 1882, 96 p.
- [trad. di Vittorio Bersezio] Emile Zola, Nana. Dramma in cinque atti e un epilogo, Milano, Libreria Editrice, 1882, 120 p.
- [trad. di Vittorio Bersezio] Edmond Gondinet, Un viaggio di piacere. Commedia in tre atti, Milano, Libreria Editrice, 1882, 94 p.

1884
- Vittorio Bersezio, Domenico Santorno. Episodio della rivoluzione di Milano (1848), Milano, Sonzogno, 1884, 190 p. [2 ed. 1888]
- Vittorio Bersezio e altri, Torino e l'esposizione del 1884, Torino, Roux e Favale, 1884
- [trad. di Vittorio Bersezio] Alexandrie Dumas fils, Il signor ministro. Commedia in cinque atti, Milano, Libreria Editrice, 1884, 95 p.

1885
- Vittorio Bersezio, Dea della vendetta. Romanzo, Roma, E. Perino, 1885, 224 p.
- [trad. di Vittorio Bersezio] Victorien Sardou, Odetta. Commedia in quattro atti, Milano, Libreria Editrice, 1885, 106 p.

1887
- Vittorio Bersezio, Il cane del cieco. Racconto, Firenze, G. Barbera, 1887, 68 p.
- Vittorio Bersezio, L'ultimo dei Caldiero. Il primo amore di Rosa. Scene della vita sociale contemporanea, Roma, Perino, 1887, 203 p.
- [trad. di Vittorio Bersezio] André Theuriet, Elena. Romanzo, Milano, Treves, 1887, 307 p.

1889
- Vittorio Bersezio, Fiammella spenta, Torino, Roux e C., 1889, 222 p.
- Vittorio Bersezio, I miracoli della beneficenza. Lettura fatta all'Istituto pei rachitici in Torino il 18 giugno 1889 nella ricorrenza del secondo anniversario della sua fondazione, Torino, Tip. Eredi Botta, 1889, 25 p.
- Vittorio Bersezio, Viperina. Romanzo, Verona, G. Annichini, 1889, 222 p.
- [trad. di Vittorio Bersezio] Georges Ohnet, Teatro, Milano, Treves, 1889

1890
- Vittorio Bersezio, Giuseppe Borio, Mondovì, Tip. F.lli Blengini, 1890, 31 p.
- Vittorio Bersezio, Il bacio della morta ed altri racconti, Roma, Perino, 1890
- Vittorio Bersezio, L'onore paterno. Romanzo, Verona, G. Annichini, 1890

1891
- Vittorio Bersezio, L'onore paterno. Romanzo, Verona, G. Annichini, 1891, 253 p.
- [trad. di Vittorio Bersezio] Alphonse Daudet, Il nabab. Commedia in cinque atti, Milano, Treves, 1891, 127 p.
- [trad. di Vittorio Bersezio] Hippolyte Raymond e Maxime Boucheron, Cocard e Bicoquet. Scherzo comico in tre atti, Milano, Treves, 1891, 89 p.
- [trad. di Vittorio Bersezio] Victorien Sardou, Giorgina. Commedia in quattro atti, Milano, Treves, 1891, 119 p.

1892
- Vittorio Bersezio, Potessi farlo rivivere!, Roma, E. Perino, 1892, 128 p.
- [trad. di Vittorio Bersezio] Victorien Sardou, Andreina. Commedia in quattro atti e sei quadri, Milano, Treves, 1892
- [trad. di Vittorio Bersezio] Victorien Sardou, Fedora. Dramma in quattro atti, Milano, Treves, 1892, 131 p.
- [trad. di Vittorio Bersezio] Georges Ohnet, La contessa Sara. Dramma in cinque atti, Milano, Treves, 1892, 107 p.
- [trad. di Vittorio Bersezio] Georges Ohnet, La Gran marniera. Dramma in cinque atti, Milano, Treves, 1892, 94 p.
- [trad. di Vittorio Bersezio] Emile Zola, Renata. Dramma in cinque atti, Milano, Treves, 1892, 81 p.

1895
- Vittorio Bersezio, prefazione a Primi albori. Componimenti di allieve della Scuola superiore femminile “Margherita di Savoia”, Torino, Torino, F. Casanova, 1895, 225 p.

1896
- Vittorio Bersezio, La testa della vipera. Romanzo, Milano, Soc. Ed. Sonzogno, 1896, 184 p.
- Vittorio Bersezio, Desiderato Chiaves. Solenne commemorazione letta la sera di lunedì 15 giugno, Torino, Tip. G. Candeletti, 1896, 25 p.
- Vittorio Bersezio, prefazione a Discorsi commemorativi di glorie italiane. Desiderato Chiaves, Torino, Roux Frassati e C., 1896

1897
- Vittorio Bersezio, La parola della morta, Roma, Enrico Voghera, 1897
- [trad. di Vittorio Bersezio] Edouard Pailleron, Il mondo della noia. Commedia in tre atti, Milano, Treves, 1897

1898
- Vittorio Bersezio, L'Esposizione nazionale a Torino, Roma, Tip. Della Tribuna, 14 p.
- Vittorio Bersezio, introduzione a In memoria di G. B. Bottero nel giorno anniversario della sua morte: 16 novembre 1898, Torino, Tip. della Gazzetta del popolo, 1898, VII-434 p.
- Vittorio Bersezio, Racconti popolari, Catania, Niccolò Giannotta ed., 1898, VIII-196 p. [2ª ed.]

1899
- Vittorio Bersezio, Commemorazione di Felice Govean fatta da V. B. il 10 ottobre e cenni sopra la costituzione del Comitato per il monumento, Torino, Tip. Succ. Baglione, 1899, 54 p.
- Vittorio Bersezio, Commemorazione del Maggiore Pietro Toselli, fatta in Peveragno in occasione dello scoprimento del monumento il 15 luglio 1899, Cuneo, Tip. Aime e C., 1899, 27 p.
- [trad. di Vittorio Bersezio] Georges Ohnet, Il padrone delle ferriere. Dramma in quattro atti, traduzione di Vittorio Bersezio, Milano, Treves, 1899, 87 p.
- [trad. di Vittorio Bersezio] Victorien Sardou, I borghesi di Pontarcy, Commedia in cinque atti, Milano, Treves, 1899
- [trad. di Vittorio Bersezio] Emile Erckmann, I Rantzau. Commedia in quattro atti, Milano, Treves, 1899, 76 p.

1900
- Vittorio Bersezio, Le miserie d' Monssù Travet. Comedia an 5at, Torino, Tipografia della Gazzetta del Popolo, 1900 - 100 p.

1931
- Vittorio Bersezio, I miei tempi, pref. di Remo Formica, Torino, A. Formica ed., 1931, 318 p.

2001
- Vittorio Bersezio, Le novelle di Travet. Antologia di racconti, a cura di Vincenzo Jacomuzzi, Torino, Centro Studi Piemontesi, 2001.

- Nouvelles piémontaises (1872)